# Il pleut des coups durs
Il pleut des coups durs (titre original : If Trouble Was Money) est le troisième roman noir de l'écrivain américain Chester Himes, paru d'abord en français en 1958. Il pleut des coups durs est le troisième roman de la série écrit, mais le second dans l'ordre de la saga du duo Ed Cercueil et Fossoyeur Jones.

## Historique
Chester Himes écrit ce roman en 1957 sous le titre If Trouble Was Money. Il est traduit en 1958 par Chantal Wourgaft. La première édition en langue anglaise ne paraît aux États-Unis qu'en 1959 sous le titre Real Cool Killers. Le roman a donc été publié d’abord en français.

## Résumé
Le roman raconte l’histoire de deux policiers qui enquêtent pour trouver les réponses à un meurtre qui s'est produit dans une rue froide et obscure de Harlem où les anges jouent le jour et les démons sortent la nuit. L'histoire commence dans un club. Elle commence par un homme ivre qui est sur le point de blesser un habitué du bar. Des mots sont échangés entre l'homme ivre et l'homme blanc. Le massacre débute en dehors du club, dans les rues de Harlem. Les policiers découvrent plus tard que la mort de l'homme blanc se rapporte à beaucoup d'autres jeunes gangsters. Le livre commence donc sur le mystère de « qui a tué l'homme blanc ».  Plus tard, l’histoire prend un virage inattendu pour savoir ce qui s’est réellement produit et qui a tué l'homme blanc. Sonny, accusé de la mort de l'homme blanc, s'avère avoir tiré avec un pistolet chargé à blanc. Sonny a-t-il vraiment tué l'homme blanc ? Vers la fin, les détectives découvrent qui est le véritable tueur (« Real Cool Killer », le titre de l’édition anglaise).
Au début, la fusillade apparaît comme le massacre violent d'un homme inoffensif. Toutefois, au fur et à la mesure que l'histoire progresse, on constate que l’homme blanc nommé Ulysse Galen aimait engager des filles pour exécuter des actes sexuels tout en les blessant physiquement. Dans toute l'histoire, le lecteur est amené à croire que le tireur est un membre du gang des « Musulmans Fumants » (« The Real Cool Muslims » dans l’édition anglaise) parce qu'ils étaient sur la scène du crime et qu'ils ont aussi une histoire de violence. Inopinément, le meurtrier est une adolescente, Sissie, qui est l'amie d'Evelyn (Sugartit). En fin de compte, Sissie prévoit se marier à Sonny tout en portant l'enfant du Cheik, le chef du gang des « Musulmans Fumants ».  À la fin du livre, tous les personnages sont morts ou en prison sauf Sugartit, Sissy et les détectives.  Ce roman traite de l’enquête sur le meurtre d'un homme blanc dans un voisinage noir. Les officiers essaient non seulement de localiser le tueur de l'homme blanc, ils essaient également de trouver les véritables identités des membres orphelins et démunis du gang de rue les « Musulmans Fumants. »

## Harlem
L'histoire se déroule entièrement à Harlem et tous les personnages ont des liens intéressants entre eux qui les relient finalement à la « victime ».  Himes a eu l'idée de décrire le problème auquel les jeunes sont confrontés à Harlem où, par la faute de la population blanche « les Noirs sont obligés de vivre dans la crasse et la dépravation » , blâmant les Blancs du destin sinistre que les jeunes afro-américains voient comme leur seul et unique futur. Même si les Blancs forcent les Afro-Américains à vivre dans la pauvreté de Harlem, Fossoyeur Jones clame que son travail est de les protéger. Fossoyeur est le véritable héros de ce roman. À travers toutes les injustices, il protège toujours tout le monde, indépendamment de la race. Il protège même Sissie (la coupable) parce qu'elle est une victime du crime.

## Humour et appellation des personnages
Comme dans la plupart des romans de Chester Himes, l'humour – l’humour amer, notamment au sujet de la pauvreté – est présent. Un autre genre de satire vient des noms que Himes donne à ses personnages. Dans le Harlem d’Himes, les personnes ont des noms ou des surnoms qui sont descriptifs de leurs métiers ou de leurs caractéristiques personnelles. Mais Himes ne ridiculise pas ses  personnages avec ce système d’appellation. Leurs noms coulent naturellement de leur environnement.  On remarque que les traductions françaises ne sont pas uniformes en ce qui a trait aux noms et aux surnoms.  Par exemple, ce roman marque la première apparition de la fille d’Ed Cercueil, Evelyn (elle y apparaît comme une adolescente provocante qui se retrouve impliquée dans un gang et doit être sauvée par son père).  Dans Il pleut des coups durs, le surnom de Evelyn est demeuré le même (« Sugartit ») alors qu’il a été traduit « Téton de sucre » dans le roman L’aveugle au pistolet.

## Sources
- Claude Mesplède (dir.), Dictionnaire des littératures policières, vol. 1 : A - I, Nantes, Joseph K, coll. « Temps noir », 2007, 1054 p. (ISBN 978-2-910-68644-4, OCLC 315873251), p. 387-388.